# 荻窪タウンセブン
荻窪タウンセブン（おぎくぼタウンセブン）は、東京都杉並区、荻窪駅北口に所在するショッピングセンター。

## 概要
前身は戦後間もない1946年（昭和21年）、2023年現在のタウンセブンの場所に出来た闇市から発展した「荻窪新興商店街」で、新興マーケットとも呼ばれた。木造の建物が立ち並んでいたため火災が多く、また店舗群が老朽化したため、商店街の場所に新しくビルを建て、そこに新興商店街の店舗が入居した。これがタウンセブンビルである。110の専門店が軒を連ねる。
1981年（昭和56年）に、新興マーケットの跡地に2023年現在の半分の規模でオープン。新興商店街の店舗が入居するとともに、隣接地にあった西友荻窪店がタウンセブンの3-5階に移転。西友荻窪店の建物があった場所に残りのフロア（西側半分）を建設し、西友荻窪店が増床する形で入居して2023年現在の形となった。
新興商店街時代から荻窪商事株式会社が運営を行っている。
テレビCMの放映は開店より一度も行っていない。ただし、一時期のみ、かつてTBSラジオにおいてラジオCM放送が行われていた（1本の放送で20秒間）。

## 沿革

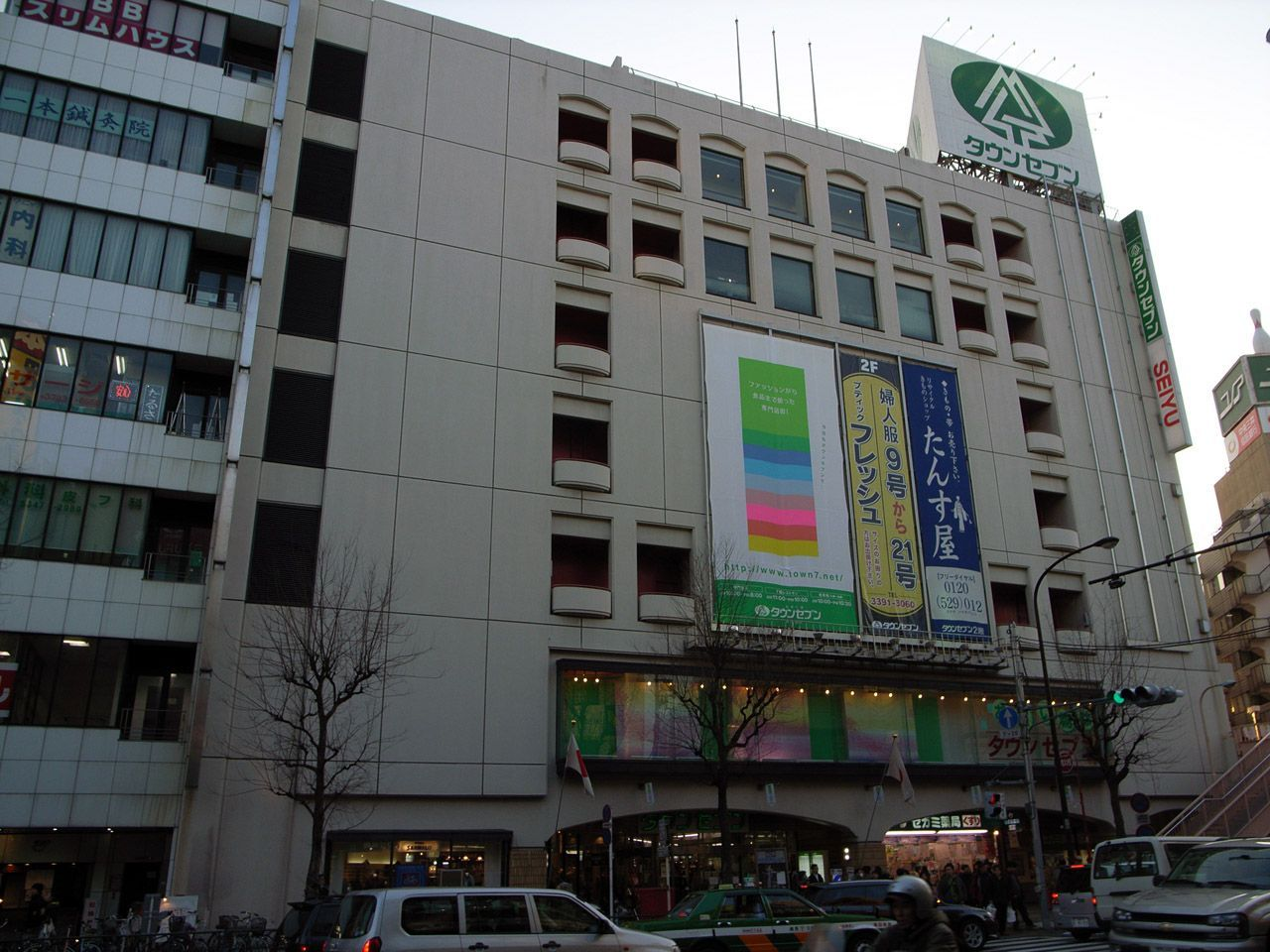
リニューアル前（2008年）

- 1946年 - 荻窪駅北口に荻窪新興商店街が誕生する。
- 1979年 - タウンセブンビルの建設を開始する。新興商店街の一部店舗は近く（青梅街道向かい、天沼三丁目）の仮店舗にて営業する。
- 1981年 - タウンセブンビル完成、新興商店街の店舗が入居、また、近接していた西友荻窪店が移転、入居する。
- 1985年 - 安全のため、スプリンクラー設備設置。
- 1991年 - エレベーターガールが廃止され、エレベータ内の自動放送に変更される。
- 2004年 - 開店以来エスカレーターで流れていた「タウンセブンのテーマ曲（曲名不明）[4]」が廃止される。
- 2005年 - エレベーターの着階を案内する放送が更新。お手洗いの改修工事が行われ、和式トイレが廃止されて洋式ウォシュレット付きに変更、1階の一部に車椅子対応トイレが新設された。
- 2010年

8月1日 - この日をもって店内改装のため営業終了。
10月7日 - 改装工事終了により営業再開、タウンセブンポイントカードが誕生した。一部店舗が新規オープンし、ロゴもベースはそのままに色が緑から茶色へ変更、名前もカタカナから英字（タウンセブン→TOWN SEVEN）へ変更された（ただし、ルミネとの連絡通路などの一部には従来のカタカナ・緑基調のロゴも併存）。
- 2013年 - 「タウンセブンのテーマ曲（曲名不明）」の復活を望む声が多数寄せられていたことを受け、約9年ぶりに復活。営業日の17時の時報で一度のみ流されている[6]。復活後はエスカレーターに加え、専門店街でも流される。
- 2016年

3月26日 - 開業時から使用されているエレベーターの老朽化により、更新工事を開始。1機ごとに行い、同年12月に完了。
- 2017年

3月1日 - 二度目の店舗リニューアルオープン。
- 2021年

7月 - 西友フロア部分のリニューアル工事。西友直営売り場の営業は継続中だが、テナントの一部（和真メガネ等）は仮設店舗で営業。
9月 - 西友フロア部分のリニューアル工事完了。5階に無印良品、6階の西友直営売り場側にノジマと和真メガネが入る。
- リニューアル前（2008年）

## 売り場
専門店街は地下1階〜2階および6階・7階の半分のフロアで、残りの半分及び3階〜5階の全フロアは西友荻窪店である。隣接するルミネ荻窪店とは1階・7階を除く各階にて連絡通路が存在する。フロア名称は2010年のリニューアル時に一新した。
- 地下1階・生鮮市場（旧・にぎわいの街） - 野菜、果物、生鮮、乾物、総菜など
- 1階・Daily Goods（旧・ふれあいの街） - パン、寿司、お茶、カメラ、服飾（婦人）、靴、アクセサリ、薬局など
- 2階・Ladies Fashion（旧・おしゃれな街） - 雑貨、服飾（婦人物）など
- 3階は西友（主に婦人服）
- 4階は西友（主にベビー服、子供服、紳士服）
- 5階は西友（主に生活用品、衛生用品）
- 6階・Hobby & Relax（旧・きままな街） - 書籍、玩具、模型、文房具、スポーツ用品、眼鏡など
- 7階・Hobby & Relax（旧・くつろぎの街） - レストラン街、100円ショップ、サイゼリヤ、理髪店
- 8階・屋上広場（旧・ちびっこひろば） - 無料・有料遊具や神社があり。荻窪商事株式会社本社も8階にある。
オープン当初は、各フロアは「…の街」ではなく「…の街角」と名づけられていた。